# 吴伟庆
吴伟庆（？—），男，汉族，中华人民共和国政治人物。现任北京市基督教教务委员会会长，北京市海淀区基督教三自爱国运动委员会主席，北京市基督教会海淀堂主任牧师，燕京神学院院长。第十四届全国政协委员。